# FX (Canadá)
FX es un canal de televisión por suscripción canadiense especializada en servicio discrecional que pertenece a Rogers Media. El canal se dedica principalmente a los dramas y comedias con guion y basado en la cadena de cable estadounidense del mismo nombre. El canal es una asociación entre el accionista mayoritario y socio gerente, Rogers Media, y su socio minoritario, FX Networks.

## Historia
En febrero de 2011, Rogers Media recibió la aprobación de la Comisión Canadiense de Radio, Televisión y Telecomunicaciones, para lanzar un canal de televisión llamado Highwire, que se describe como "un ciudadano, idioma-Inglés Categoría 2 Servicio de programación especial dedicada a todo el género de acción y aventura, incluyendo selecciones de la novela negra, la épica y el drama heroico".
El canal fue lanzado el 31 de octubre de 2011 como FX Canadá en estándar y alta definición. El canal era propiedad exclusiva por Rogers Media en su lanzamiento. Sin embargo, el 16 de diciembre de 2011, la CRTC aprobó una solicitud de FX Networks para adquirir una participación del 20% en la compañía matriz directa del canal, y una participación del 16,7% en el holding que posee el otro 80%, por un interés de propiedad general del 33,6% (con Rogers retener el resto).
El 15 de abril de 2013, se anunció que FX Canadá había adquirido los derechos de transmisión nacional exclusiva para ventilar futuros episodios de las telenovelas All My Children y One Life to Live, que se reinician a través de Hulu y iTunes en Estados Unidos. Sin embargo, el 17 de mayo de 2013, casi tres semanas desde los estrenos y un día después de Prospect Park anunciaron un cambio de horario para las dos series que reduce las emisiones de cada semana para dos episodios (de cuatro), All My Children y One Life to Live fueron abruptamente retirado de la programación de FX Canadá. Fueron reemplazados por repeticiones de 30 Rock.
Rogers había planeado tentativamente para lanzar una versión canadiense de FXX, el canal de spin-off de EE.UU. puso en marcha en septiembre de 2013 a la que varias series de comedia se movió en FX. Mientras tanto, las series que se han trasladado a FXX continuó aire en FX Canadá. Originalmente prevista para enero de 2014, la versión canadiense de FXX finalmente lanzado el 1 de abril de 2014.
En octubre de 2014, casi tres años después de su lanzamiento, Bell TV llegó a un acuerdo para llevar a FX y FXX, que se añadieron a sus satélites y alineaciones Fibe TV el 10 de octubre de 2014. Bell fue uno de los proveedores de televisión más prominentes de no llevar a FX Canadá - un hecho observado regularmente en promociones para el canal en sus redes de hermanos. Se informó que la incorporación del canal sobre el renovado Hockey Night in Canada fue un impulso para el acuerdo.
En enero de 2015, el canal comenzó a referirse a sí mismo como FX, además de adoptar el logotipo actual utilizado en todo el mundo.

## Programación

Logotipo original, utilizado hasta enero de 2015.

Como parte del acuerdo entre Rogers Media y Fox, cualquier nueva serie original producida por el canal FX insignia en los Estados Unidos por su co-propiedad de los estudios, FX Productions y 20th Century Fox Televisión, saldrá al aire en FX Canadá.
Esto significa que mientras que el canal emite la mayor parte de programación de FX, que no lleva la serie original que se estrenó antes de 2011. Por ejemplo, It's Always Sunny in Philadelphia, no lo hizo de aire en el canal hasta mediados de 2013, y FX Canadá sólo tiene segundos los derechos de las ventanas a Sons of Anarchy; el estreno de temporadas actuales en Super Channel. También no lleva cierta serie producida por otros estudios, como Anger Management (producida por Lionsgate) o Justified (producido principalmente por Sony Pictures Television). En la mayoría de estos casos, los derechos de difusión han sido adquiridos por otras emisoras canadienses.
Además, FX Canadá sirve como un canal de desbordamiento para Sportsnet; su licencia establece que se puede ventilar hasta la programación deportiva del 10%. Durante la temporada 2013 de las Grandes Ligas de Béisbol, FX Canadá emitió la pre-temporada 6 de los juegos Toronto Blue Jays. El canal se hizo disponible como una vista previa gratuita a los proveedores durante este período también. A partir de la temporada 2014-15, FX Canadá ocasionalmente se transmite juegos de la NHL como parte de la Noche de Hockey en Canadá el sábado por la noche. Ellos principalmente de transmisión simultánea de todos los Estados Unidos, enfrentamientos de las redes regionales de deportes americanos.